# Michelle Franssen
Michelle Franssen is een Belgisch zwemster.
Bij het zwemmen komt zij uit in de klasse S14, dat is de klasse voor zwemmers met een verstandelijke handicap. Franssen zal België vertegenwoordigen op de 100 m rugslag, de 100 m schoolslag, de 200 m vrije slag en de 200 m wisselslag.